# Charlbi Dean
Pour les articles homonymes, voir Dean.
Charlbi Dean Kriek (/ˈʃɑːlbi/), née le 5 février 1990 au Cap (Afrique du Sud) et morte le 29 août 2022 à New York (États-Unis), est une actrice et mannequin sud-africaine.

## Biographie

### Jeunesse
Charlbi Dean naît et grandit au Cap de Johan et Joanne Kriek. Elle commence le mannequinat à l'âge de six ans, apparaissant dans des publicités et des catalogues. Elle signe avec Alfa Model Management à l'âge de douze ans et est scolarisée à la maison dès l'âge de quatorze ans. Elle voyage entre Le Cap et Tokyo, New York et Londres pour sa carrière,.

### Carrière
En 2010, Charlbi Dean fait ses débuts d'actrice dans l'adaptation cinématographique de Spud dans le rôle d'Amanda, rôle qu'elle reprendra dans la suite, Spud 2 : La folie continue. Elle joue ensuite dans les films Don't Sleep en 2017 et Interview avec Dieu en 2018,. Cette même année, elle décroche le rôle de Syonide, un personnage récurrent qu'elle incarne pendant deux saisons de la série DC Universe Black Lightning,. En février 2020, il est annoncé que Charlbi Dean avait rejoint la distribution du prochain film de Ruben Östlund, Sans filtre, où elle partage l'affiche avec Harris Dickinson et Woody Harrelson. Le film sélectionné au Festival de Cannes 2022 y remporte la Palme d'or.

### Mort
Le 29 août 2022, Charlbi Dean est hospitalisée d'urgence à New York après s’être sentie très mal. Bien que ses premiers symptômes paraissent légers, son état de santé se détériore rapidement et elle meurt quelques heures plus tard, à l'âge de 32 ans, d'une septicémie. Après un accident de voiture en 2008, elle avait subi une ablation de la rate (splénectomie), ce qui augmente le risque d'infections graves. 

## Vie privée
Au moment de sa mort, Charlbi Dean est fiancée à un autre acteur et mannequin sud-africain, Luke Volker, avec qui elle était en couple depuis 2018.

## Filmographie

### Au cinéma
- 2010 : Spud de Donovan Marsh : Amandine
- 2012 : Illusive Fields de Katharine O'Brien : Nadia (court métrage)
- 2013 : Death Race: Inferno de Roel Reiné : Calimity J
- 2013 : Spud 2: la folie continue (Spud 2: The Madness Continues) de Donovan Marsh : Amandine
- 2016 : Blood in the Water (Pacific Standard Time) de Ben Cummings et Orson Cummings : Phébée
- 2017 : Don't Sleep de Rick Bieber : Shawn Edmond
- 2018 : Interview avec Dieu (An Interview with God) de Perry Lang : Grace
- 2018 : Can't Have You de Mark A. Altman : Jennifer / Kassidy Kubrick
- 2022 : Sans filtre (Triangle of Sadness) de Ruben Östlund : Yaya

### À la télévision

#### Séries télévisées
- 2017 : Elementary : belle femme (saison 5, épisode 19)
- 2018 : Black Lightning : Syonide (9 épisodes)